# Glamaig
Glamaig är ett berg i Storbritannien.   Det ligger i kommunen Highland och riksdelen Skottland, i den nordvästra delen av landet, 700 km nordväst om huvudstaden London. Toppen på Glamaig är 775 meter över havet, eller 635 meter över den omgivande terrängen. Bredden vid basen är 4,6 km. Glamaig ligger på ön Skye. Det ingår i Cuillin Hills.
Terrängen runt Glamaig är kuperad. En vik av havet är nära Glamaig åt nordost.Runt Glamaig är det mycket glesbefolkat, med 4 invånare per kvadratkilometer. Trakten runt Glamaig består i huvudsak av gräsmarker.